# Polypodium pyrrholepis
Polypodium pyrrholepis là một loài thực vật có mạch trong họ Polypodiaceae. Loài này được (Fée) Maxon miêu tả khoa học đầu tiên năm 1916.